# Doppeldiplom
Ein Doppeldiplom ist ein akademischer Doppelabschluss, den man nach dem Beenden eines Doppeldiplomstudiengangs erhält.
Man erhält den Diplom-Abschluss der Hochschule, an der man das Studium abgeschlossen hat und einen weiteren Diplom-Abschluss oder den entsprechenden Titel einer ausländischen (oder der eigenen) Hochschule, an der man eine vorgeschriebene Zahl von Semestern verbracht und gegebenenfalls weitere Prüfungsleistungen erbracht hat. Die Studienordnung ist, anders als bei anderen Formen des Auslandsstudiums, zwischen den beiden Hochschulen im Voraus vereinbart. Der Student muss sich also nicht wie bei einem „Erasmussemester“ um die Anerkennung der im Ausland erbrachten Studienleistungen kümmern.
Institutionell ist vor allem die Deutsch-Französische Hochschule auf diesem Gebiet aktiv. Sie fördert den Aufbau und die Durchführung von Doppeldiplomstudiengängen. Es gibt aber durchaus auch Doppeldiplomstudiengänge mit anderen Ländern, zum Beispiel Spanien, Schweden, Großbritannien oder Polen.